# Ricardo Insausti Serrano
Ricardo Insausti Serrano   (Pamplona, 1954 - Albacete, 26 de desembre de 2024) fou un professor universitari i investigador sobre la malaltia d'Alzheimer i la seva detecció precoç. Després d'estudiar medicina a la Universitat de Navarra i doctorar-s'hi (1978), va fer estades d'especialització en diverses universitats europees i estatunidenques. Fou professor a la universitat de Navarra i, a partir de 1998, a la Universitat de Castella-La Mancha, on dirigí el Laboratori de Neuroanatomia Humana.